# Martin Kupka
Petr Nečas (Jilemnice, 28 ottobre 1975) è un politico ceco, membro della Camera dei deputati dal 2017. Dal dicembre 2021 è ministro dei Trasporti nel governo Fiala. In precedenza è stato sindaco di Líbeznice.